# Bernardo Espinosa
Bernardo José Espinosa Zúñiga, né le 11 juillet 1989 à Cali (Colombie), est un footballeur colombien. Il joue au poste de défenseur au Marbella FC.

## Biographie

### Carrière en club
De mère espagnole et de père colombien, il vit à Marbella jusqu'à ses dix ans. Il commence à jouer dans des clubs de la province de Malaga. Dès qu'il l'âge requis, il rentre dans l'équipe espoir du Séville FC. Durant la saison 2007/08, en plus d'être champion de Division Honor et de la Coupe du Roi, il arrive à disputer un match avec le Séville Athletic Club en deuxième division, contre le Malaga F.C., au stade de La Rosaleda.
Lors de la saison 2008/09, il s'installe plus sérieusement à Séville, mais il ne joue que 15 matchs à la suite d'une blessure et son équipe descend en Segunda Division B (3e division espagnole). Durant la saison 2010/11, il arrive à jouer 35 matchs, et marque même un but. Son équipe se qualifie pour les playoffs de remontée en deuxième division espagnole, mais le club va finalement s'incliner face au C.D.Guadalajara. Le 10 novembre 2010, il joue son premier match avec le Séville, en coupe du roi, ou il marque son troisième but lors d'une large victoire 6 à 1. Ses débuts en première division, se font lors de la même saison, le 11 mai 2011, contre le C.A. Osasuna, au stade Reyno de Navarra.
Pour la saison 2011/12, il signe au Racing Santander, équipe avec laquelle il joue 25 matchs et marque 2 buts. Son premier but est inscrit face au Real Zaragoza pour une victoire 1 à 0, le second est contre le Valence F.C, pour un match nul 2 à 2. La saison d'après, il re-signe à Séville, mais ne joue aucun match de la phase aller de la saison 2012/13. Le 26 décembre 2012, il annonce son départ pour le Sporting Gijon (alors en deuxième division).
Le 26 juin 2013, il résilie son contrat avec le Séville F.C et s'installe définitivement à Gijon. Durant la saison 2014/15, il monte avec son équipe en première division, après une victoire lors de la dernière journée du championnat face au Real Betis Balompié. Il signe son premier but avec Gijon durant la saison 2015/16 face au Granada F.C au stade El Molinon, avec un score final de 3 à 3.

### Carrière internationale
Il est convoqué, pour la première fois, pour intégrer l'équipe nationale de Colombie le 21 février 2012, pour participer à un match amical face au Mexique le 29 du même mois. Le match se termine sur un 2 à 0 pour la Colombie mais Bernardo ne joue pas une minute du match. Plus tard, il sera re-convoqué pour les matchs de qualification pour le mondial de 2014 face au Pérou et à l'Équateur, mais là non plus il ne jouera pas une minute des deux matchs. Le 6 novembre 2015, il reçoit un autre appel du sélectionneur de la Colombie pour affronter le Chili et l'Argentine, correspondant aux éliminatoires de la Coupe du monde 2018

## Distinctions personnelles
- Membre de l'équipe type de la Segunda División en 2015[22]
- Trophée du meilleur défenseur de la Segunda División en 2015[23]